# Conector RCA
Os conectores RCA ou conectores de áudio e vídeo (AV), também conhecidos como cinch ou bananas, são conectores comumente utilizados em equipamentos eletrônicos e seu nome deriva de Radio Corporation of America, empresa que introduziu o tipo de conector no mercado em meados dos anos 40.
A concepção deste tipo de conectores é bem antiga. Estes foram idealizados visando a minimizar a interferência em sinais de pequena amplitude. Normalmente, são usados em conjunto com cabos blindados com uma malha externa que é aterrada. A parte externa do conector macho é soldada à malha, tornando-se como que uma continuação da blindagem, evitando a indução de parasitas no sinal.

## Cores do conector
Plugues (do inglês "plug", ficha) e soquetes (do inglês "socket", tomada) no equipamento do consumidor têm cores convencionalmente codificadas para auxiliar as conexões corretas. As cores-padrão para vários sinais são mostradas abaixo.
Nas aplicações de áudio estéreo, há combinações de conectores RCA branco+vermelho ou preto+vermelho; em ambos os casos, vermelho indica direita. Branco ou roxo também podem ser substituídos por preto.
Apesar de estas serem as cores-padrão encontradas em produtos comercialmente feitos, cabos da mesma cor também podem ser usados. Por exemplo, um cabo vermelho pode ser usado no lugar de um cabo amarelo, não havendo diferença significativa entre eles.
| Nome do Formato                         | Nome                                                         | Nome do cor | Cor |
| --------------------------------------- | ------------------------------------------------------------ | ----------- | --- |
| Vídeo composto analógico                | Vídeo composto                                               | Amarelo     |     |
| Áudio analógico                         | Esquerda/Mono (grave-se o cabo de fita de 4 conectores)      | Branco      |     |
| Áudio analógico                         | Direita (grave-se o cabo de fita de 4 conectores)            | Vermelho    |     |
| Áudio analógico                         | Esquerda/Mono Fita (toque se o cabo de fita de 4 conectores) | Preto       |     |
| Áudio analógico                         | Direita Fita (toque se o cabo de fita de 4 conectores)       | Amarelo     |     |
| Áudio analógico                         | Centro                                                       | Verde       |     |
| Áudio analógico                         | Esquerda Surround                                            | Azul        |     |
| Áudio analógico                         | Direita Surround                                             | Cinza       |     |
| Áudio analógico                         | Traseira esquerda Surround                                   | Marrom      |     |
| Áudio analógico                         | Traseira direita Surround                                    | Bege        |     |
| Áudio analógico                         | Subwoofer                                                    | Roxo        |     |
| Áudio digital                           | S/PDIF                                                       | Laranja     |     |
| Vídeo componente analógico (YPbPr)      | Y                                                            | Verde       |     |
| Vídeo componente analógico (YPbPr)      | PB                                                           | Azul        |     |
| Vídeo componente analógico (YPbPr)      | PR                                                           | Vermelho    |     |
| Vídeo componente analógico/VGA (RGB/HV) | R                                                            | Vermelho    |     |
| Vídeo componente analógico/VGA (RGB/HV) | G                                                            | Verde       |     |
| Vídeo componente analógico/VGA (RGB/HV) | B                                                            | Azul        |     |
| Vídeo componente analógico/VGA (RGB/HV) | H/Sincronização horizontal                                   | Amarelo     |     |
| Vídeo componente analógico/VGA (RGB/HV) | V/Sincronização vertical                                     | Branco      |     |

## Outros conectores
- Conector BNC
- Conector DB
- Conector DIN
- Conector TRS
- Conector XLR
- Conector UHF